# Chapadão do Bugre (minissérie)
Chapadão do Bugre é uma minissérie exibida pela Rede Bandeirantes entre 4 e 29 de janeiro de 1988. Baseada no romance de mesmo título de Mário Palmério, foi escrita por Antônio Carlos da Fontoura, com colaboração de Sérgio Sbragia, sob direção de Walter Avancini e Jardel Mello e direção geral de Walter Avancini. Foi reprisada de junho a agosto de 1991 e de 7 de outubro a 1 de novembro de 1996.
Conta com Edson Celulari, Paulo Goulart, Ítalo Rossi, Tássia Camargo, Mika Lins, Alexandre Frota, Sandra Annenberg e Altair Lima nos papéis principais.

## Sinopse
José de Arimatéia chega à Chapadão do Bugre para atuar como dentista na fazenda de Tonho Inácio, porém mata o filho do coronel, Inácinho, quando o flagra na cama com sua noiva, Maria do Carmo. Tem início então uma odisséia sangrenta na cidade, que se divide entre a favor e contra o crime, gerando uma guerra rural. 
As coisas pioram com a chegada do Capitão Evaristo, conhecido como o "caçador de coronel", que passa a perseguir e assassinar os poderosas em deturpação da lei, além do juiz Damasceno, focado em perseguir José. Em meio a isso o romance proibido entre Estevãozinho, filho de Tonho Inácio, e Vicença, cujos pais não a querem envolvida em uma família problemática.

## Elenco
| Intérprete                 | Personagem                    |
| -------------------------- | ----------------------------- |
| Edson Celulari             | José de Arimatéia             |
| Paulo Goulart              | Capitão Evaristo              |
| Ítalo Rossi                | Juiz Damasceno Soares         |
| Tássia Camargo             | Ritinha                       |
| Mika Lins                  | Maria do Carmo                |
| Alexandre Frota            | Estevão Inácio (Estevãozinho) |
| Sandra Annenberg           | Vicença Montemor              |
| Altair Lima                | Coronel Tonho Inácio          |
| Sebastião Vasconcelos      | Coronel Americão Barbosa      |
| Kito Junqueira             | Clodolfo                      |
| Tony Tornado               | Sargento Hermegenildo         |
| Eduardo Abbas              | Coronel Caristrato            |
| Aldo César                 | Coronel Eusébio Salles        |
| Iara Jamra                 | Iracema Montemor              |
| Paulo Villaça              | Perciva Montemor              |
| Denis Derkian              | Tancredo Inácio (Tancredinho) |
| Rogério Márcico            | Carício                       |
| Geraldo Del Rey            | Lico                          |
| Maximira Figueiredo        | Madame Suzete                 |
| Ileana Kwasinski           | Carvalhosa                    |
| Eugênia Thereza de Andrade | Sinhá Gorgota                 |
| Wendel Bezerra             | Luisinho                      |

### Participações especiais
| Ator                  | Personagem              |
| --------------------- | ----------------------- |
| Rogério Fabiano       | José Inácio (Inácinho)  |
| Chica Xavier          | Jussara                 |
| Grace Gianoukas       | Sinhá Grace             |
| Maria Gladys          | Sinhá Celina            |
| Luiz Carlos de Moraes | Eduardo Gusmão          |
| Jardel Mello          | Fontoura                |
| Castro Gonzaga        | José                    |
| Átila Iório           | Zorão                   |
| Xandó Batista         | Cristaldo               |
| Wilson Fragoso        | Delegado Valério Garcio |
| Haroldo de Oliveira   | Romão                   |
| Newton Prado          |                         |
| Suzy Arruda           |                         |
| Ulisses Bezerra       |                         |
| Silveirinha           |                         |